# Léo Moura
Léo Moura, vollständiger Name Leonardo da Silva Moura, (* 23. Oktober 1978 in Niterói) ist ein ehemaliger brasilianischer Fußballspieler. Er wurde auf der Position eines rechten Verteidigers eingesetzt. Alternativ auch im rechten Mittelfeld eingesetzt. Sein spielstarker Fuß ist der rechte.

## Karriere

### Anfänge und Europa
Léo Moura startete seine Laufbahn im Nachwuchsbereich des Botafogo FR in Rio de Janeiro. Bei dem Klub schaffte er 1997 den Sprung in den Profikader. Bereits 1999 wechselte Léo Moura das erste Mal den Klub. Er kam zum Linhares EC, noch im selben Jahr ging er das erste Mal nach Europa. Er unterzeichnete einen Kontrakt beim Germinal Beerschot aus Antwerpen. Nach Ende der Saison 1999/00 ging Léo Moura in die Niederlande zum ADO Den Haag. Mit dem Klub trat er in der Saison 2000/01 in der zweiten Liga der Niederlande an. Nach Saisonschluss ging Léo Moura zurück nach Brasilien. für den Rest der Meisterschaft 2001 ging er zurück zu Botafogo.
Zum Start der Saison begann Léo Moura beim Lokalrivalen von Botafogo, dem CR Vasco da Gama, um mit diesem in der Staatsmeisterschaft von Rio de Janeiro anzutreten. Zur Meisterschaft 2002 ging zur SE Palmeiras. Auch die nächsten Jahre wechselte er zu jeder Saison die Klubs. In der europäischen Winterpause 2004/05 ging er ein zweites Mal nach Europa. Er unterschrieb einen Vertrag bei Sporting Braga aus Portugal. Nach Saisonende ging Léo Moura zurück nach Brasilien.

### CR Flamengo
Er unterzeichnete einen Vertrag beim CR Flamengo. Nachdem er zuvor bereits bei den drei großen Lokalrivalen Botafogo, Vasco da Gama und Fluminense FC von Flamengo unter Vertrag hatte er die Fans des Klubs zunächst gegen Léo Moura. Bei dem Klub entwickelte er sich schnell zum Stammspieler. In seinem zweiten Jahr bei dem Klub konnte er mit Flamengo mit dem Copa do Brasil seinen ersten großen Titel gewinnen. 2007 wurde Léo Moudra mit dem Bola de Prata und dem Prêmio Craque do Brasileirão ausgezeichnet. Mit dem Prêmio für die Auswahlmannschaft wurde er 2008 auch ausgezeichnet. Nach mehreren Siegen in der Staatsmeisterschaft, kam 2009 mit der nationalen Meisterschaft der zweite nationale Titel. 2013 folgte der zweite Erfolg im Pokal. Am 22. Februar 2014 bestritt Léo Moura sein 468 Pflichtspiel für den Klub und wurde damit der Spieler mit zehnt meisten Einsätzen. Noch im selben Jahr erreichte er die Marke von 500. Spielen. Hier wurde das Meisterschaftsspiel gegen den FC Santos am 4. Oktober 2014 gewertet. Bei seinem Abschied wurde er von Zico geehrt, für welchen Léo Moura selbst als junger Spieler bei dessen Abschiedsspiel von Flamengo aufgelaufen war.

### USA und Indien
Nach den Spielen um die Staatsmeisterschaft 2015 verließ Léo Moura. Er ging im April in die USA zu den Fort Lauderdale Strikers. Nach nur zwei Monaten verließ er im Juni in den Klub wieder. Sein erstes Spiel in der NASL bestritt er am 4. April 2015 gegen New York Cosmos. Im Spiel gegen Jacksonville Armada eine Woche später erzielte er sein erstes Ligator für den Klub. Nachdem er drei Monate ohne Kontrakt war, zog es ihn im September nach Indien, wo er beim FC Goa mit Trainer Zico unterkam. Mit diesem spielte er den Rest der Saison in der Indian Super League. Mit dem Klub kam er bis ins Finale, wo man dem Chennaiyin FC mit 2:3 unterlag. Danach ging er wieder nach Brasilien.

### Rückkehr und Grêmio
Zur Austragung der Staatsmeisterschaften schloss Léo Moura sich dem CA Metropolitano für Spiele in Santa Catarina an. Noch im Zuge des laufenden Wettbewerbs zog es ihn weiter zum Santa Cruz FC. Mit dem Klub konnte er die Staatsmeisterschaft von Pernambuco und den Copa do Nordeste gewinnen und wieder in der obersten Spielklasse der Meisterschaft 2016 antreten.
Nach Saisonende wurde bekannt, dass Léo Moura nochmals bei einem der großen Klubs Brasiliens einen Vertrag erhielt. Er unterzeichnete bei Grêmio FBPA. Mit dem Klub konnte er noch im selben Jahr mit der 2017 den größten Titel seiner Karriere gewinnen. Anfang 2018 folgte dann noch der Erfolg in der Recopa Sudamericana 2018.
Nachdem der Vertrag von Léo Moura Ende 2019 ausgelaufen war, unterzeichnete er nochmals einen Kontrakt für 2020. Der zu dem Zeitpunkt 41-jährige ging zum Botafogo FC (PB) aus João Pessoa. In dem Jahr bestritt er noch zwölf Einsätze (keine Tore) für den Klub (zwei Staatsmeisterschaft von Paraíba, drei Copa do Nordeste, zwei Copa do Brasil 2020 und fünf Série B 2020). Im März 2021 gab er seinen Rücktritt als Profispieler bekannt.

## Nationalmannschaft

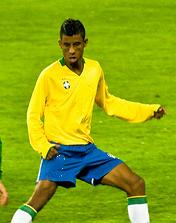
Léo Moura bei seinem Länderspiel

2008 kam Léo Moura zu seinem ersten und einzigem Länderspieleinsatz unter Assistenztrainer Jorginho (Nationaltrainer Dunga war gesperrt). Im Freundschaftsspiel gegen die irische Fußballnationalmannschaft in Dublin am 6. Februar 2008 stand er in der Startelf.

## Erfolge
Botafogo
- Torneio Octávio Pinto Guimarães: 1997
- Campeonato Carioca de Juniores: 1998

Flamengo
- Copa do Brasil: 2006, 2013
- Taça Guanabara: 2007, 2008, 2011, 2014
- Taça Rio: 2009, 2011
- Staatsmeisterschaft von Rio de Janeiro: 2007, 2008, 2009, 2011, 2014
- Campeonato Brasileiro de Futebol: 2009
- Torneio Super Clássicos: 2013, 2014, 2015

Santa Cruz
- Staatsmeisterschaft von Pernambuco: 2016
- Copa do Nordeste: 2016

Grêmio
- Copa Libertadores: 2017
- Recopa Sudamericana: 2018
- Staatsmeisterschaft von Rio Grande do Sul: 2018, 2019
- Recopa Gaúcha: 2019

## Auszeichnungen
- Bola de Prata: 2007
- Prêmio Craque do Brasileirão: 2007, 2008
- Staatsmeisterschaft von Rio Grande do Sul – Auswahlmannschaft: 2017

## Trivia
Nach seiner aktiven Laufbahn wurde Léo Moura als Physiotherapeut aktiv. So z B. zur Saison 2025 beim São Raimundo EC (AM).